# C10orf55
C10orf55 (англ. Chromosome 10 open reading frame 55) – білок, який кодується однойменним геном, розташованим у людей на 10-й хромосомі. Довжина поліпептидного ланцюга білка становить 151 амінокислот, а молекулярна маса — 16 057.
| 10         |  | 20         |  | 30         |  | 40         |  | 50         |
| ---------- |  | ---------- |  | ---------- |  | ---------- |  | ---------- |
| MFLHLDSHSS |  | LERTKPTVVG |  | VDTHMELDEV |  | HCCPGRDSGG |  | GFIKGPMLQG |
| LQGEGKLAPI |  | PKPTLPSPSR |  | LTLFVSSSQM |  | EDHGFPARRN |  | GLTQASFIYQ |
| MPAGWGSPGG |  | LFLPCQPVPT |  | PVVLKPPLPP |  | CPISWGESGP |  | AVDGIRRTPA |
| P          |  |            |  |            |  |            |  |            |

A: Аланін

C: Цистеїн

D: Аспарагінова кислота

E: Глутамінова кислота

F: Фенілаланін

G: Гліцин

H: Гістидин

I: Ізолейцин

K: Лізин

L: Лейцин

M: Метіонін

N: Аспарагін

P: Пролін

Q: Глутамін

R: Аргінін

S: Серин

T: Треонін

V: Валін

W: Триптофан